# Haemaphysalis leporispalustris
Haemaphysalis leporispalustris är en fästingart som beskrevs av Alpheus Spring Packard 1869. Haemaphysalis leporispalustris ingår i släktet Haemaphysalis och familjen hårda fästingar. Inga underarter finns listade i Catalogue of Life.